# Демекуша
Демекуша (рум. Demăcușa) — село у повіті Сучава в Румунії. Входить до складу комуни Молдовіца.
Село розташоване на відстані 365 км на північ від Бухареста, 56 км на захід від Сучави.

## Населення
За даними перепису населення 2002 року у селі проживали 1018 осіб.
Національний склад населення села:
| Національність | Кількість осіб | Відсоток |
| -------------- | -------------- | -------- |
| румуни         | 1004           | 98,6%    |
| українці       | 14             | 1,4%     |

Рідною мовою назвали:
| Мова       | Кількість осіб | Відсоток |
| ---------- | -------------- | -------- |
| румунська  | 1003           | 98,5%    |
| українська | 14             | 1,4%     |